# Comté de Kenosha
Le comté de Kenosha est un comté situé dans l'État du Wisconsin, aux États-Unis. En 2000, la population s'élevait à 149 577 habitants.  Son siège se trouve à Kenosha. Ce comté est situé dans l'aire métropolitaine de Chicago et est une partie excentrée de la zone urbaine de Milwaukee.

## Géographie
D'après le U.S. Census Bureau, le comté a une surface totale de 1954 km² (754 mi²). Dont 707 km² (273 mi²) sont des terres et 1247 km² (481 mi²) soit 63,83 % de la surface est de l'eau.

### Grands axes
- Interstate 94/U.S. Route 41 se déroule sur 23 km (12 mi) à travers le comté de Kenosha.
- U.S. Route 45 va du nord au sud.

### Comtés limitrophes
|                                         | Nord : Comté de Racine |                                    |
| Ouest : Comté de Walworth (Wisconsin)   | Comté de Kenosha       | Est : Lac Michigan                 |
| Sud-Ouest : Comté de McHenry (Illinois) |                        | Sud-Est : comté de Lake (Illinois) |

## Démographie
| Date | Population |
| ---- | ---------- |
| 1850 | 10 734     |
| 1860 | 13 900     |
| 1870 | 13 147     |
| 1880 | 13 550     |
| 1890 | 15 581     |
| 1900 | 21 707     |
| 1910 | 32 929     |
| 1920 | 51 284     |
| 1930 | 63 277     |
| 1940 | 63 505     |
| 1950 | 75 238     |
| 1960 | 100 615    |
| 1970 | 117 917    |
| 1980 | 123 137    |
| 1990 | 128 181    |
| 2000 | 149 577    |

Pyramide des âges en 2000

D'après un recensement de 2000, il y a 149 577 personnes à Chesapeake, dont 56 057 ménages, et 38 455 familles résident dans le comté.
| Communauté                                         | Pourcentage de la population |
| -------------------------------------------------- | ---------------------------- |
| Blancs                                             | 88,38 %                      |
| Afro-américains                                    | 5,08 %                       |
| Asiatiques                                         | 0,92 %                       |
| Amérindiens                                        | 0,38 %                       |
| Insulaires du Pacifique                            | 0,04 %                       |
| Autres communautés                                 | 3,29 %                       |
| Personnes appartenant à 2 ou plusieurs communautés | 1,91 %                       |
| Hispaniques                                        | 7,19 %                       |

Sur les 56 057 ménages, 34,80 % ont un enfant de moins de 18 ans, 52,7 % sont des couples mariés, 11,5 % n'ont pas de maris présents, et 31,4 % ne sont pas des familles. 25,5 % de ces ménages sont constitués d'une personne dont 9,10 % d'une personne de 65 ans ou plus.
| Tranches d'âge  | Pourcentages de la population |
| --------------- | ----------------------------- |
| Moins de 18 ans | 27,1 %                        |
| De 18 à 24 ans  | 9,4 %                         |
| De 25 à 44 ans  | 31,3 %                        |
| De 45 à 64 ans  | 31,3 %                        |
| 65 ans ou plus  | 11,5 %                        |

L'âge moyen de la population est de 35 ans. Pour 100 femmes il y  98,3 hommes. Pour 100 femmes de 18 ou plus, il y a 95,3 hommes.

## Politique et gouvernement
- Sheriff : David Beth (R)

Lors des élections présidentielles, le comté de Kenosha a voté démocrate pendant la plus grande partie du XXe siècle. En 2016, Donald Trump est devenu le premier candidat républicain à la présidence à remporter le comté en 44 ans ; la dernière fois que cela s'était produit, c'est lorsque Richard Nixon l'avait remporté lors de sa victoire en 1972. Trump l'a remporté une nouvelle fois en 2020, avec un taux de participation élevé pour les deux principaux candidats, marquant ainsi les premières victoires consécutives du Parti républicain dans le comté de Kenosha depuis 1928.

## Villes
- Brighton
- Bristol
- Camp Lake
- Genoa City (en partie)
- Kenosha
- Lake Shangrila
- Paddock Lake
- Paris
- Pleasant Prairie
- Powers Lake
- Randall
- Salem
- Silver Lake
- Somers
- Twin Lakes
- Wheatland

### Communautés non-incorporées
- Barnes Creek
- Bassett
- Benet Lake
- Berryville
- Bissell
- Brighton
- Carol Beach
- Central Park
- Chapin
- Dexter's Corner
- Erly
- Fox River
- Kellogg's Corners
- Klondike
- Liberty Corners
- Mud Lake
- New Munster
- Paris Corners
- Peat Lake
- Pikeville
- Powers Lake
- Ranney
- Salem
- Salem Oaks
- Tobin
- Trevor
- Truesdell
- Voltz Lake
- Wilmot
- Woodworth

## Référence
- (en) Cet article est partiellement ou en totalité issu de l’article de Wikipédia en anglais intitulé « Kenosha County, Wisconsin » (voir la liste des auteurs).